# Barbara Chichiarelli
Barbara Chichiarelli (Roma, 20 maggio 1985) è un'attrice italiana, nota per il ruolo di Livia Adami in Suburra - La serie distribuita da Netflix e di Margherita Sarfatti in M - Il figlio del secolo.

## Biografia
Dopo essersi diplomata al Liceo classico Terenzio Mamiani,  ha frequentato il biennio accademico 2007-2009 presso l'Accademia Teatrale di Roma "Sofia Amendolea" e nel 2013 si è diplomata presso l'Accademia nazionale d'arte drammatica con il saggio I giorni del buio, sui senzatetto di Roma, allestito da Gabriele Lavia.
Nel 2016 riceve il Premio UBU Nuovo attore o attrice (under 35) assieme a tutti gli interpreti di Santa Estasi. Atridi: otto ritratti di famiglia. È stata candidata come migliore attrice non protagonista ai Nastri d'argento 2020 per il ruolo di Dalila nel film Favolacce.

## Filmografia

### Cinema
- Un'avventura, regia di Marco Danieli (2019)
- La dea fortuna, regia di Ferzan Özpetek (2019)
- Favolacce, regia di Damiano e Fabio D'Innocenzo (2020)
- Maschile singolare, regia di Matteo Pilati e Alessandro Guida (2021)
- Blackout Love, regia di Francesca Marino (2021)
- Calcinculo, regia di Chiara Bellosi (2022)
- Tre di troppo, regia di Fabio De Luigi (2023)
- Dieci minuti, regia di Maria Sole Tognazzi (2024)
- Come gocce d'acqua, regia di Stefano Chiantini (2025)

### Televisione
- Suburra - La serie – serie TV, 13 episodi (2017-2019)
- La Compagnia del Cigno – serie TV, 13 episodi (2019-2021)
- 1994 – serie TV, episodio 3x02 (2019)
- Il silenzio dell'acqua – serie TV (2020)
- Bang Bang Baby – serie TV, 5 episodi (2022)
- Corpo libero – serie TV, 6 episodi (2022)
- The Good Mothers, regia di Julian Jarrold e Elisa Amoruso – miniserie TV (2023)
- Antonia – serie TV, 6 episodi (2024)
- Adorazione – serie TV, 6 episodi (2024)
- M - Il figlio del secolo, regia di Joe Wright – miniserie TV (2025)

### Cortometraggi
- Agro-dolce (Doux-Amer), regia di Patrick Aubert (2015)
- Valparaiso, regia di Carlo Sironi (2016)
- Lella, regia di Michele Capuano (2019)

## Teatro
- Spettacolo del Living Theatre tratto da La peste di Albert Camus, regia di Gary Brackett, Crotone (2006)
- Uovo fritto. Storie da manicomio, regia di Paolo Alessandri (2007)
- L'ospite, regia di Paolo Alessandri e Lina Bracaglia, RomaTeatroFestival (2008)
- Nokia World Game Summit, regia di Salvador Spagnolo (2008)
- Taranta, da Lo cunto de li cunti, regia di Fabio Omodei, RomaTeatroFestival (2009)
- L'allestimento, testo e regia di Barbara Chichiarelli (2009)
- Kuore Matto - Incredibile macchina di ripetizioni, regia di Elvira Frosini (2009)
- 5 pesci nella boccia in 4 mura di cartone, testo e regia di Simone Fraschetti (2010)
- Battuta libera, regia di Lorenzo Salveti, Spoleto, Festival dei due Mondi 54ª edizione (2011)
- Tender Napalm, di Philip Ridley, regia di Massimiliano Farau, Teatro India di Roma (2012)
- I giorni del buio, regia di Gabriele Lavia, Teatro Argentina di Roma (2013)
- L'inferno è solo una sauna, di Katja Brunner, regia di Valentino Villa, La Pelanda Macro Roma (2014)
- Invasion - Spexific@Enterprise, nell'ambito di Openhouse Roma 2014
- L'Esposizione Universale, di Luigi Squarzina, regia di Piero Maccarinelli, Teatro India di Roma (2015)
- Santa Estasi. Atridi: otto ritratti di famiglia, regia di Antonio Latella, Teatro delle Passioni di Modena (2016)
- Il Libro di Giobbe, regia di Pietro Babina, Arena del Sole di Bologna (2017)
- Revolt. She said. Revolt again, di Alice Birch, regia di Francesca Caprioli e Giacomo Bisordi, Teatro Belli di Roma (2017)
- Ifigenia in Splott, di Gary Owen, regia di Roberto Romei, Eliseo Off di Roma (2019)
- The making of Anastasia, di Martina Badiluzzi e Margherita Mauro, regia di Martina Badiluzzi, Venezia, Biennale Teatro (2020)
- Cattiva sensibilità, testo e regia di Martina Badiluzzi (2023)
- Tanti Sordi - Polvere di Alberto, di Elvira Frosini, Daniele Timpano, Lorenzo Pavolini, regia di Elvira Frosini e Daniele Timpano (2024)

## Riconoscimenti
- David di Donatello
  - 2021 – Candidatura per la migliore attrice non protagonista per Favolacce
- Ciak d'oro
  - 2020 – Migliore attrice non protagonista per Favolacce[5]